# René Laurentin
René Laurentin (Tours, 19 ottobre 1917 – Parigi, 10 settembre 2017) è stato un presbitero e teologo francese, considerato uno dei maggiori studiosi di mariologia.

## Biografia
Figlio di Marie e Maurice Laurentin, architetto. A 17 anni dopo essersi diplomato all'Istituto di Santa Maria di Chole, entrò nel seminario di Parigi nell'ottobre del 1934. Era un ottimo studente, soprattutto in filosofia, si specializzò su Tommaso d'Aquino. Nel 1938 si laureò alla Sorbona in filosofia. Stava studiando teologia quando fu chiamato alle armi. Durante la seconda guerra mondiale fu ufficiale dell'esercito francese. È anche stato prigioniero di guerra in Germania.
Si iscrisse all'Università per continuare i suoi studi, seguì corsi di ebraico e mariologia sotto la guida del sacerdote domenicano Genevois. Nel luglio del 1946 si laureò in teologia e divenne sacerdote, l'8 dicembre 1946 a Parigi, ordinato dal vescovo Émile Blanchet, l'allora rettore dell'Institut catholique de Paris. Gli fu chiesto di approfondire l'argomento della tesi: "La Beata Vergine Maria e il suo ruolo in Europa". Nel 1952 completò il dottorato in mariologia alla Sorbona e dopo completò un altro dottorato in teologia laureandosi cum singulari prorsus laude il 9 febbraio 1953 presso l'Institut Catholique de Paris.
Nel 1955 gli fu affidata la cattedra di teologia all'università cattolica di Angers e, contemporaneamente, insegnò mariologia ai francescani. Divenne vicepresidente della Società di studi francesi su Maria nel 1962. È stato perito al Concilio Vaticano II dopo essere stato uno del consulenti per la commissione preparatoria due anni prima, nel 1960. Diverse fonti gli riconoscono un ruolo di primaria importanza nella stesura della Lumen Gentium, che è la seconda delle quattro costituzioni dogmatiche del concilio ecumenico Vaticano II.
È stato membro della Pontificia accademia mariana internazionale.
Editorialista di Le Figaro, scrisse numerosi articoli sul Concilio e sull'elezione di papa Paolo VI.
È deceduto il 10 settembre 2017 a Parigi all'età di 99 anni. I funerali sono stati celebrati il 15 settembre presso la cattedrale della Resurrezione di Évry dal vescovo emerito di Évry-Corbeil-Essonnes Michel Marie Jacques Dubost, alla presenza del vescovo di Tarbes e Lourdes Nicolas Brouwet.

## Gli studi sulle apparizioni mariane

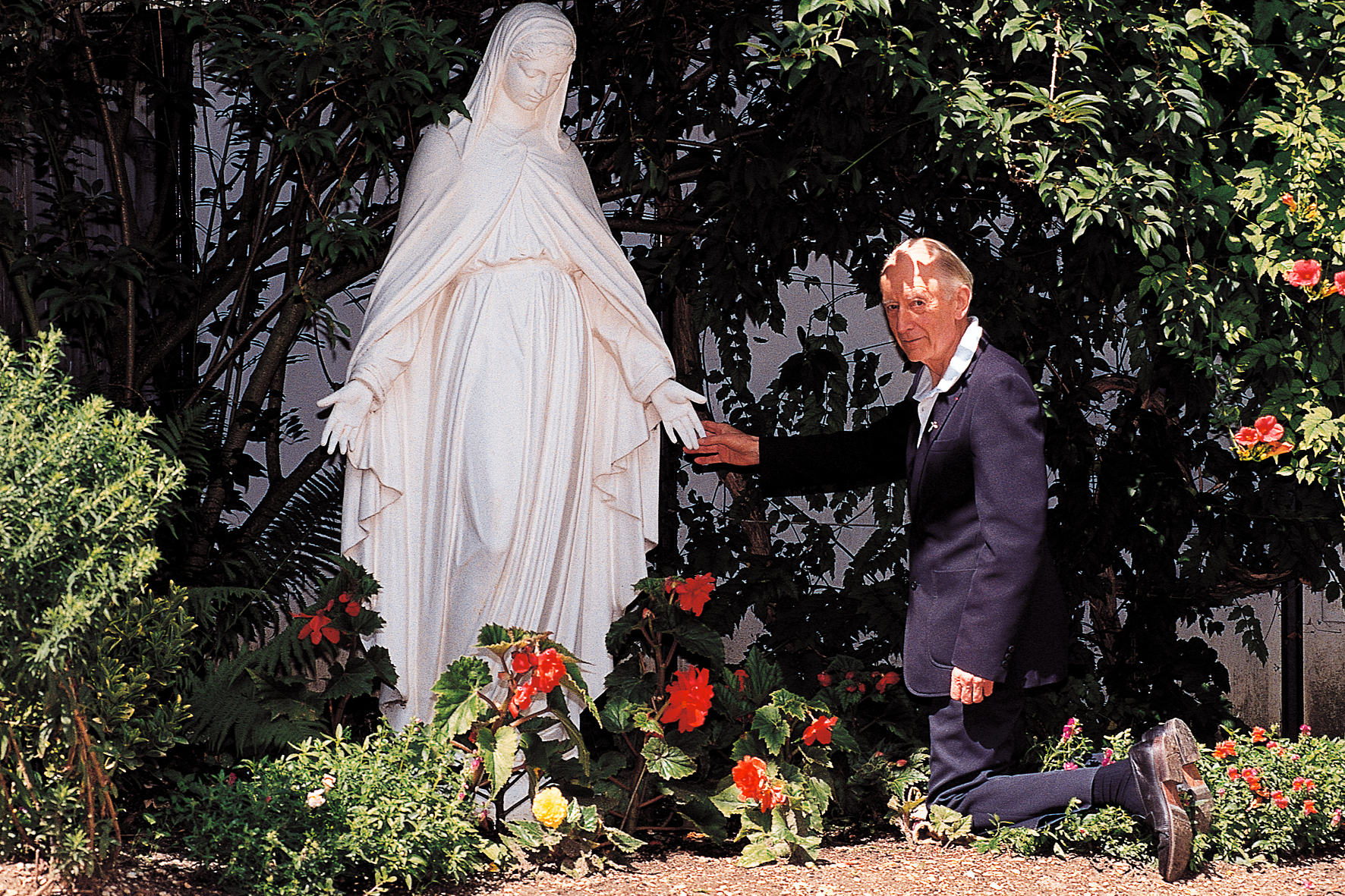
René Laurentin nel convento "La Solitude" Notre Dame de Sion - Evry (FR)

Ha studiato e interpretato varie apparizioni mariane (quasi tutte quelle che sarebbero avvenute negli ultimi 40 anni), e ha scritto opere su quelle di Lourdes, Fatima, Medjugorje e su altre in Europa e nel resto del mondo.
Nel 1981 il Vaticano lo autorizzò a studiare gli scritti di Yvonne-Aimée de Malestroit, che era al vaglio della Congregazione per le Cause dei Santi. Ha pubblicato otto volumi su di lei.
L'Abbé René è stato il difensore di molte apparizioni minori e fenomeni mistici, tra cui, oltre a Međugorje, le apparizioni di San Nicolás in Argentina, quelle di Scottsdale in Arizona e della mistica Vassula Rydén, sulla quale il Vaticano si è pronunciato negativamente. Ultimamente (18 settembre 2008) Laurentin ha chiarito di non avere mai espresso giudizi sull'autenticità o meno delle apparizioni di Međugorje.
Ha scritto oltre 100 opere su Maria, le apparizioni e la Dottrina della Chiesa cattolica. Inoltre ha pubblicato opere su Bernadette Soubirous, Louis-Marie Grignion de Montfort, Catherine Labouré e Teresa di Lisieux.

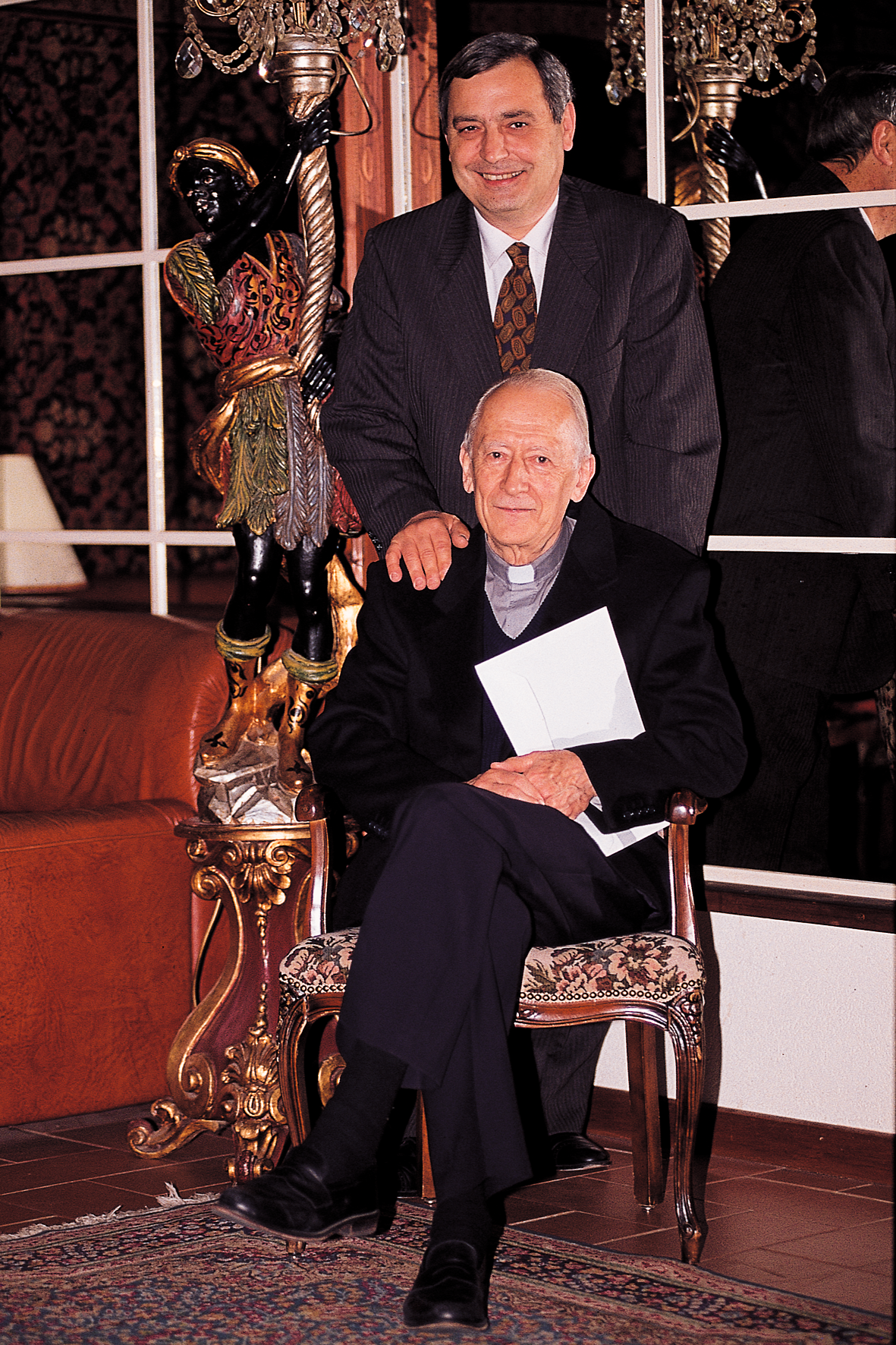
Vittorio Messori con René Laurentin nel 1996

Nel 1996 è stato insignito del Premio Internazionale Medaglia d'Oro al merito della Cultura Cattolica.

## Opere

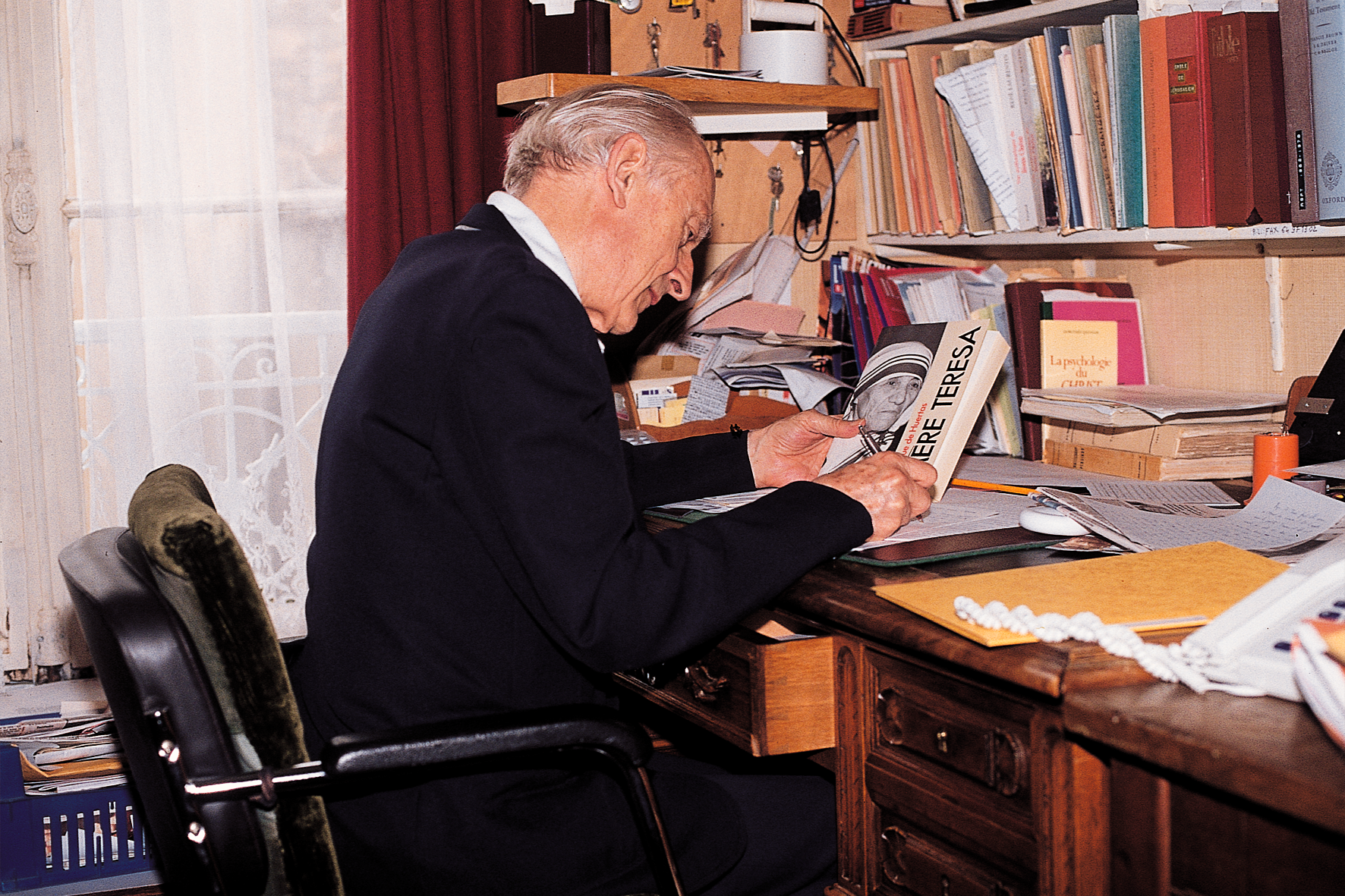
René Laurentin

- Bilancio del Concilio, Roma, Borla, 1968. ISBN 88-7836-128-3
- Vita di Bernadette, Roma, Borla. 1979, ISBN 88-263-0366-5
- Gesù presente, Roma, Borla, 1982. ISBN 88-263-0381-9
- La vergine Maria. Mariologia post-conciliare, Roma, Edizioni Paoline, 1984. ISBN 88-215-0323-2
- Studi medici e scientifici sulle apparizioni di Medjugorje, Brescia, Queriniana, 1985. ISBN 88-399-1741-1
- Tutte le genti mi diranno beata. Due millenni di riflessioni cristiane, Bologna, EDB, 1986. ISBN 88-10-80660-3
- Breve trattato sulla Vergine Maria, Cinisello Balsamo, San Paolo, 1987. ISBN 88-215-1409-9
- Racconto e messaggio delle apparizioni di Medjugorje, Brescia, Queriniana, 1987. ISBN 88-399-1747-0
- Breve mariologia, Brescia, Queriniana, 1988. ISBN 88-399-1223-1
- Breve storia delle apparizioni di Maria a Medjugorje. Dov'è la verità?, Verona, Queriniana, 1988. ISBN 88-399-1751-9
- I vangeli dell'infanzia di Cristo. La verità del Natale al di là dei miti. Esegesi e semiotica. Storicità e teologia, Torino, Edizioni Paoline, 1989, ISBN 88-215-1714-4
- L'ave Maria, Brescia, Queriniana, 1990. ISBN 88-399-1487-0
- La vergine appare a Medjugorje? Segno precursore dei tempi nuovi in Europa, Medjugorje suscita da oltre dieci anni una marea di grazie e uno scatenamento di opposizioni, Brescia, Queriniana, 1991. ISBN 88-399-1758-6
- La chiesa oltre le crisi, Cinisello Balsamo, San Paolo, 1992. ISBN 88-215-2401-9
- Yvonne. L'amata di Malestroit. Un amore straordinario, Udine, Edizioni Segno, 1993. ISBN 88-7282-085-5
- Maria, chiave del mistero cristiano. La più vicina agli uomini perché la più vicina a Dio, Cinisello Balsamo, San Paolo, 1996, ISBN 88-215-3159-7
- Teresa di Lisieux. Vita e attualità, Brescia, Queriniana, 1997. ISBN 88-399-1358-0
- Dio esiste. Ecco le prove. Le scienze erano contro. Ora conducono a Lui, Casale Monferrato, Piemme, 1997. ISBN 88-384-2634-1
- San Luigi Maria Grignion de Montfort, Cinisello Balsamo, San Paolo, 1998. ISBN 88-215-3655-6
- Lo Spirito Santo, questo sconosciuto. Scoprire la sia esperienza e la sua Persona, Brescia, Queriniana, 1998, ISBN 978-88-399-2160-4
- Lourdes. Cronaca di un mistero, Milano, Mondadori, 1998. ISBN 88-04-49980-X
- Alla fine solo l'amore, Casale Monferrato, Piemme, 2000, ISBN 88-384-4960-0
- Trattato sulla Trinità. Principio modello e termine di ogni amore, Roma, Edizioni Art, 2010. ISBN 88-787-9143-1
- Dizionario delle "apparizioni" della Vergine Maria, con Patrick Sbalchiero, prefazione del cardinale Roger Etchegaray, Roma, Edizioni Art, 2010. ISBN 88-787-9144-X
- Indagine su Maria. Le rivelazioni dei mistici sulla vita della Madonna, con François-Michel Debroise, Mondadori, 2013. ISBN 88-046-1588-5